# Троянка (Баштанський район)
Троя́нка — село в Україні, у Казанківській селищній громаді Баштанського району Миколаївської області. Населення становить 211 осіб.